# Brockenblick (Teufelsmauer)

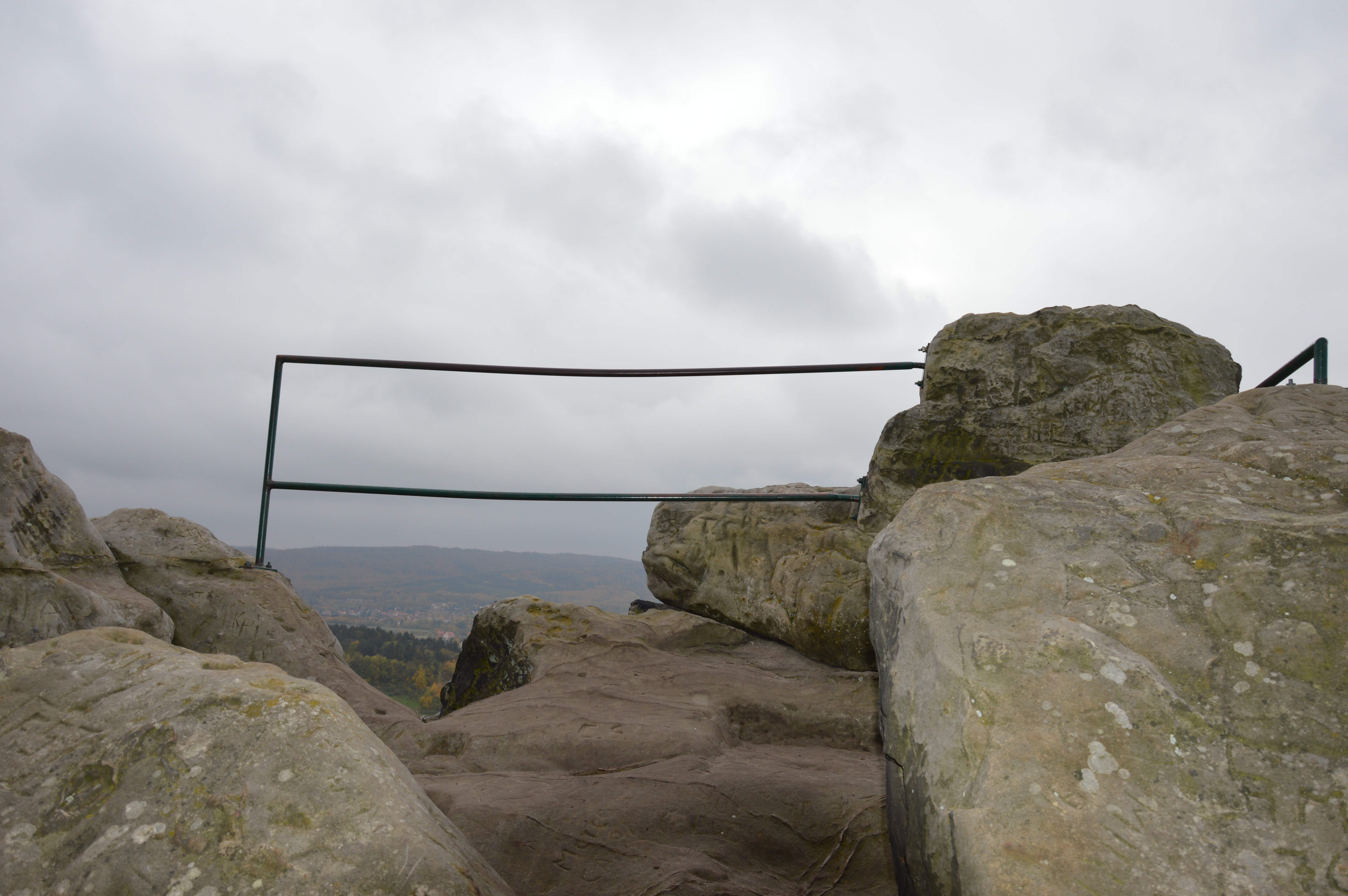
Aufstieg zum Brockenblick

Der Brockenblick ist eine markante Felsformation im westlichen Teil der Teufelsmauer im nördlichen Harzvorland bei Blankenburg im Landkreis Harz, Sachsen-Anhalt.
Der Brockenblick stellt den höchsten Punkt des umgebenden Felskamms dar. Auf ihm befindet sich ein mit Geländern gesicherter Aussichtspunkt, von dem in Richtung Süden eine gute Sicht auf den Harz und auch den namengebenden Brocken besteht. Unmittelbar nördlich des Brockenblicks führt der entlang des Kamms der Teufelsmauer verlaufende Kammweg vorbei, von dem ein Zugang zum Brockenblick besteht.